# فرودگاه بین‌المللی پیدمونت تراید
 فرودگاه بین‌المللی پیدمونت تراید (به انگلیسی: Piedmont Triad International Airport) یک فرودگاه مسافربری (۲۰۱۰) با کد یاتا GSO است که یک باند فرود آسفالت دارد و طول باند آن ۲۴۷۳ متر است. این فرودگاه در کشور ایالات متحده آمریکا قرار دارد و در ارتفاع ۲۸۲٫۲ متری از سطح دریا واقع شده است.

## شرکت‌های هواپیمایی و مقصدهای پروازی

Destinations served nonstop from Piedmont Triad International Airport (as of ۱۲ اکتبر ۲۰۱۳)

### مسافری
| شرکت‌های هواپیمایی | مقصدهای پروازی                                                                                     | Refs  |
| ----------------- | -------------------------------------------------------------------------------------------------- | ----- |
| الیجنت ایر        | اورلندو سنفورد، سن پترزبورگ-کلیرواتر                                                               | [ ۱ ] |
| امریکن ایرلاینز   | فصلی: شارلوت داگلاس، دالاس-فورت ورث                                                                | [ ۲ ] |
| امریکن ایگل       | شارلوت داگلاس، اوهر شیکاگو، دالاس-فورت ورث، میامی، لاگواردیا، فیلادلفیا، ملی رونالد ریگان واشینگتن | [ ۲ ] |
| دلتا ایرلاینز     | هارتسفیلد-جکسون آتلانتا فصلی: متروپولیتن شهرستان وین دیترویت                                       | [ ۳ ] |
| دلتا کانکشن       | هارتسفیلد-جکسون آتلانتا، متروپولیتن شهرستان وین دیترویت، لاگواردیا، مینیاپولیس−سنت پل              | [ ۳ ] |
| فرانتیر ایرلاینز  | فصلی: دنور                                                                                         | [ ۴ ] |
| یونایتد اکسپرس    | اوهر شیکاگو، لیبرتی نیوآرک، دالس واشینگتن، جرج بوش                                                 | [ ۵ ] |

### باری
| شرکت‌های هواپیمایی                                 | مقصدهای پروازی                                                  |
| ------------------------------------------------- | --------------------------------------------------------------- |
| دی‌اچ‌ال اوییشن اجرا توسط ای‌بی‌ایکس ایر and اطلس ایر | ثرگود مارشال بالتیمور واشینگتن، سینسیناتی/کنتاکی شمالی، ریچموند |
| فدکس اکسپرس                                       | ایندیاناپلیس، ممفیس                                             |
| فدکس اکسپرس اجرا توسط مانتین ایر کارگو            | منطقه‌ای کوستل کارولینا، ویلمینگتون                              |
| یوپی‌اس ایرلاینز                                   | لوئیویل، اورلاندو، محلی روانوک                                  |

### Top destinations
| Rank | City                           | Passengers | Carriers        |
| ---- | ------------------------------ | ---------- | --------------- |
| 1    | هارتسفیلد-جکسون آتلانتا        | 269,000    | Delta           |
| 2    | شارلوت داگلاس                  | 170,000    | American        |
| 3    | لاگواردیا                      | 70,000     | American, Delta |
| 4    | اوهر شیکاگو                    | 52,000     | United          |
| 5    | فیلادلفیا                      | 46,000     | American        |
| 6    | لیبرتی نیوآرک                  | 42,000     | United          |
| 7    | متروپولیتن شهرستان وین دیترویت | 42,000     | Delta           |
| 8    | دالاس-فورت ورث                 | 41,000     | American        |
| 9    | ملی رونالد ریگان واشینگتن      | 31,000     | American        |
| 10   | دالس واشینگتن                  | 26,000     | United          |